# Aurelio Sandoval
Aurelio Sandoval y García (c. 1864-1925) fue un político, profesor, arquitecto e ingeniero cubano, secretario de Obras Públicas bajo la presidencia de Alfredo Zayas.

## Biografía

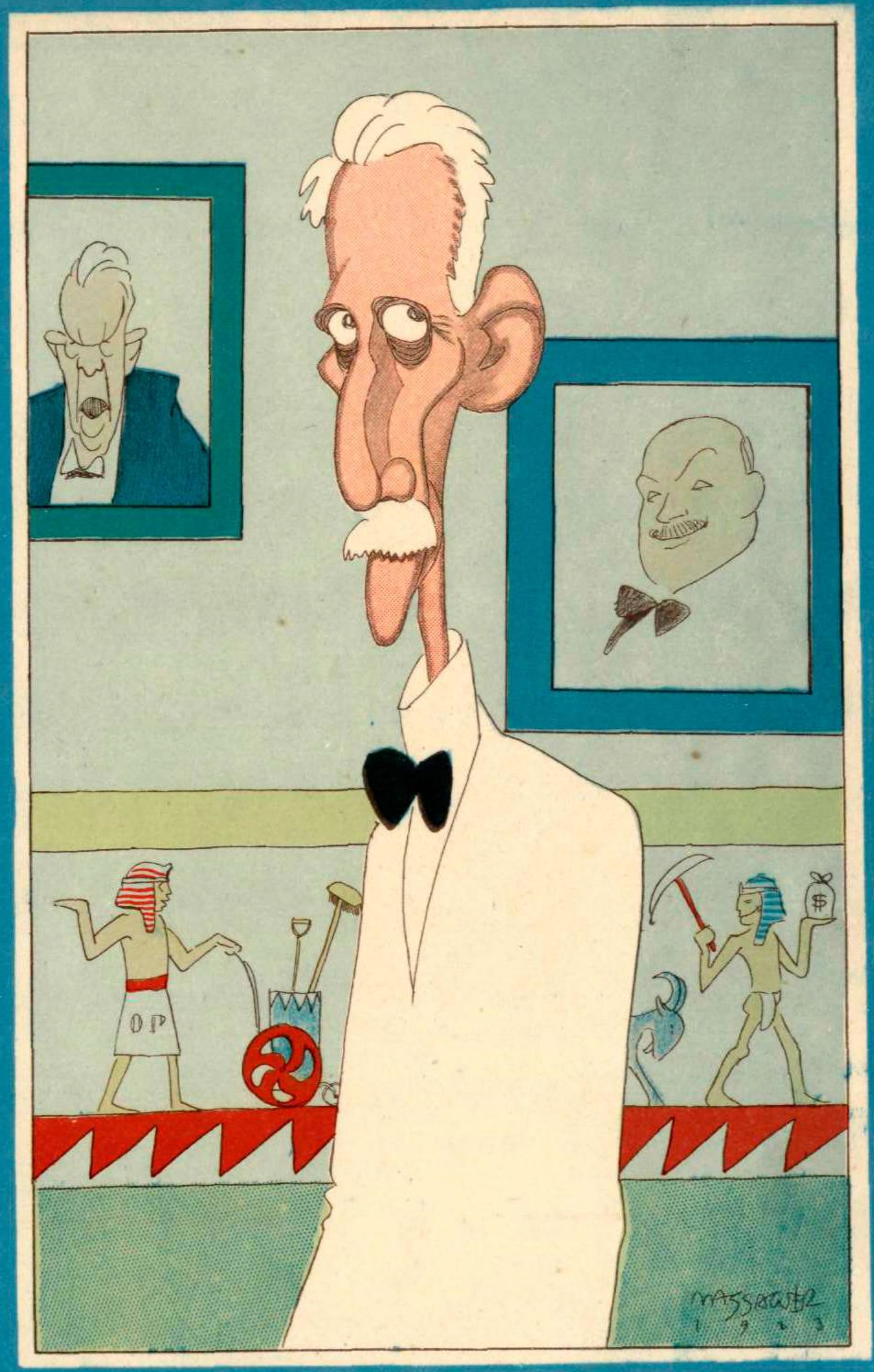
Retratado por Massaguer en la revista Social (1923)

Hacia 1890 dirigía la Revista de Maestros de Obras y Agrimensores. Arquitecto y profesor de la Escuela de Ingenieros, ocupó el cargo de secretario de Obras Públicas en 1923, nombrado por su amigo Alfredo Zayas.
Fallecido en La Habana el 1 de enero de 1925, a los sesenta años de edad, fue autor de diversos textos sobre arquitectura e ingeniería.